# ويكيبيديا الفولابوكية
ويكيبيديا الفولابوكية (الفولابوكية:Vükiped Volapükik) هي النسخة الفولابوكية من موسوعة ويكيبيديا، أطلقت في 2004[بحاجة لمصدر] وفي سبتمبر 2007 أصبح لديها أكثر من 100.000 مقالة، معظمها تمت عن طريق الإدخال الآلي بواسطة بوت للمدن والقرى الاوربية والأمريكية وهذا ما عرّضها لانتقادات واسعة بسبب أن حجم المقالات اعتبارًا من يناير 2017، كانت الويكيبيديا رقم 64 حسب عدد المقالات، بحوالي 127000 مقالة، وثاني أكبر ويكيبيديا بلغة مصطنعة بعد ويكيبيديا الإسبرانتو.

## التاريخ

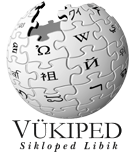
الشعار الأصلي في 2005

أنشئت ويكيبيديا الفولابوكية في فبراير 2003، جنبا إلى جنب مع الكرواتية واللتوانية والأرمينية والبهارية. أنشئت الصفحة الرئيسية في 27 يناير 2004، بمناسبة الإطلاق الرسمي للطبعة. ثم أعيد تصميمها في 3 مارس 2004،[بحاجة لمصدر] و15 ديسمبر 2006.[بحاجة لمصدر]
في يناير 2007، بدأ المستخدم سيرجيو ميرا في استخدام روبوت يسمى (سميرا بوت) لإنشاء العديد من المقالات حول الموضوعات المتعلقة بـ الفولابوكية، قبل أن يضيف بشكل مكثف مقالات عن مدن فرنسا وإيطاليا والولايات المتحدة. بين يونيو وسبتمبر 2007، نمت ويكيبيديا الفولابوكية بسرعة كبيرة باستخدام الروبوتات. وفي 7 سبتمبر 2007، أصبحت الويكيبيديا رقم 15 من حيث عدد المقالات بعد الوصول إلى 100,000 مقالة، متجاوزة بذلك العديد من الطبعات بما في ذلك العربية والتركية والإندونيسية والكورية والفيتنامية والدنماركية. بدءًا من حوالي 5000 مقال فقط في يونيو، كانت تحتوي على أكثر من 110,000 مقالة بحلول نوفمبر من نفس العام، متجاوزة حتى ويكيبيديا الإسبرانتو لتصبح أكبر ويكيبيديا بلغة مصطنعة في العالم. من بين الإصدارات الأكبر، تلقت ويكيبيديا الفولابوكية قدرًا كبيرًا من الاهتمام من مجتمع ويكيبيديا المدونين، وحتى بعض التغطية الإعلامية.
في أوائل سبتمبر، تعرض عمل سميرا لانتقادات من قبل العديد من الويكيبيديين بمن فيهم تشاك سميث، مؤسس ويكيبيديا الإسبرانتو، الذي سأل عن دافعه لتفضيل «الكمية على حساب الجودة».[بحاجة لمصدر]
بعد فترة وجيزة، في 21 سبتمبر 2007، قدم اقتراح في الميتا لإغلاق ويكيبيديا الفولابوكية. تلا ذلك نقاش طويل انتهى بالاحتفاظ بـ ويكيبيديا الفولابوكية.

## الإحصائيات
اعتبارًا من مايو 2025، يوجد 42٬000 مقالة في ويكيبيديا الفولابوكية وتمثل حوالي 26٪ من جميع المقالات المكتوبة بلغات المصطنعة، مما يجعلها ثاني أكبر طبعة  بعد طبعة الإسبرانتو، التي تبلغ حصتها 61٪. وتحتوي ويكيبيديا الفولابوكية حاليًا على مؤشر عمق منخفض نسبيًا يبلغ 161، وهو أقل من 17 للإسبرانتو. مع ما يقرب من 600 مقال لكل متحدث، فإن لدى ويكيبيديا الفولابوكية، إلى حد كبير، أكبر عدد من المقالات لكل متحدث من أي طبعة من ويكيبيديا.
| بلد التعديلات (يوليو - ديسمبر 2019) | بلد التعديلات (يوليو - ديسمبر 2019) | بلد التعديلات (يوليو - ديسمبر 2019) | بلد التعديلات (يوليو - ديسمبر 2019) | بلد التعديلات (يوليو - ديسمبر 2019) |
| ----------------------------------- | ----------------------------------- | ----------------------------------- | ----------------------------------- | ----------------------------------- |
| البلد                               | البلد                               |                                     | النسبة المئوية                      | النسبة المئوية                      |
| الولايات المتحدة                    | الولايات المتحدة                    |                                     | 32.3%                               | 32.3%                               |
| ألمانيا                             | ألمانيا                             |                                     | 13.0%                               | 13.0%                               |
| الصين                               | الصين                               |                                     | 7.1%                                | 7.1%                                |
| كندا                                | كندا                                |                                     | 6.4%                                | 6.4%                                |
| هولندا                              | هولندا                              |                                     | 5.1%                                | 5.1%                                |
| البرازيل                            | البرازيل                            |                                     | 3.9%                                | 3.9%                                |
| المملكة المتحدة                     | المملكة المتحدة                     |                                     | 3.7%                                | 3.7%                                |
| فرنسا                               | فرنسا                               |                                     | 3.0%                                | 3.0%                                |
| اخر                                 | اخر                                 |                                     | 25.5%                               | 25.5%                               |

| عدد المستخدمين المسجلين | عدد المستخدمين النشيطين | عدد المقالات | صفحات المحتوى | عدد التعديلات | عدد الملفات المرفوعة | عدد الإداريين |
| ----------------------- | ----------------------- | ------------ | ------------- | ------------- | -------------------- | ------------- |
| 38٬032                  | 29                      | 42٬072       | 159٬290       | 3٬312٬417     | 0                    | 2             |

## الشهرة داخل مجتمع الفولابوكية
في عامي 2013 و2014، كانت ويكيبيديا الفولابوكية أحد أدلة أن الإنترنت يساعد في إحياء حركة فولابوك، وإن كانت مجرد هواية، وخالية من هدفها الدولي السابق. كواحد من أكبر الأعمال المكتوبة باللغة خلال القرن الماضي، كان لها تأثير على تطوير مصطلحات الفولابوكية الحديثة، وخاصة المصطلحات الجغرافية.